# Groomed
Groomed es una película documental estadounidense de 2021 , dirigida y producida por Gwen van de Pas. Jason Blum se desempeña como productor bajo su marca Blumhouse Productions. Sigue a Van de Pas mientras regresa a su ciudad natal en busca de respuestas sobre el hombre que abusó sexualmente de ella cuando era niña y para comprender más sobre el cuidado personal.
La película fue estrenada el 18 de marzo de 2021 por Discovery+.

## Sinopsis
Gwen van de Pas regresa a su ciudad natal en busca de respuestas del hombre que abusó sexualmente de ella cuando era niña, para comprender más sobre el Grooming.

## Producción
Gwen van De Pas dejó su trabajo como consultora en San Francisco para comenzar un documental sobre la agresión sexual que ocurrió en su infancia mientras estaba en un equipo de natación.van de Pas habló con múltiples víctimas de agresión y acoso y algunas aparecieron en la película para comprender mejor el proceso y sentirse menos solo en la experiencia.En febrero de 2021, se anunció que Discovery+ distribuiría la película, con Jason Blum como productor de la película, bajo su marca Blumhouse Productions.

## Estreno
La película fue estrenada el 18 de marzo de 2021 por Discovery+.